# Maxi (llengua gbe)
El Maxi (o mahi, o maxi-gbe) és una llengua gbe que parlen els maxis de Benín i Togo. El seu codi ISO 639-3 és mxl i el seu codi al glottolog és maxi1236.

## Família lingüística
El maxi és una llengua kwa, família lingüística que forma part de les llengües Benué-Congo. Concretament, segons l'ethnologue, forma part del grup lingüístic de les llengües gbes. Segons l'ethnologue, hi ha 21 llengües gbe: l'Aguna, l'ewe, el gbe, ci, el xwla oriental, el gbesi, el kotafon, el saxwe, el waci, el xwela occidental, el xwela, el kpessi, sis llengües aja (aja, ayizo, defi, tofin, weme i gun), dues llengües fons (fon i gbe, maxi) i la llengua gen, considerada l'única llengua mina. Segons el glottolog, és una de les llengües gbes orientals juntament amb el gbe, gbesi; l'ayizo; el gbe, xwla oriental; el defi; el gbe, ci; el gun; el kotafon; el gbe, maxi; el saxwe; el tofin; el weme; el xwla occidental; el wudu i el gbe, xwela.

## Situació geogràfica, població i etnologia
La llengua maxi és parlada pels maxis que viuen a Benín i Togo.

### Maxi a Benín
A Benín el 1993 hi havia 66.000 maxis i segons el joshuaproject n'hi ha 163.000. El seu territori està als municipis de Dassa-Zoume, Savalou, Bantè i Glazoué Ouèssèi, al departament de Collines i al municipi de Bassila, al departament de Donga.
Segons el mapa lingüístic de l'ethnologue hi ha dues zones maxis a Benín que estan situades al centre-nord del sud de Benín i la més septentrional la comparteixen amb els bialis. Al nord-oest limiten amb el bosc del mont Kouffé, amb els tchumbulis, els ede cabes i amb els idaques a l'est; amb els fon, al sud; i amb els ifès i els ica, a l'oest.

### El maxi a Togo
El 1991 hi havia 25.300 maxis a Togo i segons el joshuaproject n'hi ha 44.000. El territori maxi de Togo està situat al nord i sud de la ciutat d'Atakpamé, a la regió dels Altiplans i en aldees aïllades al sud d'aquesta zona.
Segons el mapa lingüístic de Togo de l'ethnologue, hi ha dos petits territoris maxis al centre de la meitat meridional del país, més aviat cap a l'est del país. El territori més petit està situat més a l'oest del gran, que està a prop de la frontera amb Benín. Els maxis que viuen en el territori més petit limiten amb els kabiyès i els ifès a l'est i al sud; i amb els kabiyès, els nawdms, els lames i amb els tems al nord i a l'oest. El segon territori, una mica més extens, limita amb el territori dels kabiyès i dels ifès al nord, sud i oest i amb el territori dels aja, a l'est.

## Dialectes i semblança amb altres llengües
No s'han detectat dialectes diferents de la llengua maxi. Aquesta és semblant a nivell lèxic amb el fon (80%), amb l'ayizo (68%) i amb l'aja (51%).

## Sociolingüística, estatus i ús de la llengua
El maxi és una llengua vigorosa (EGIDS 6a): és parlada per persones de totes les edats i generacions a la llar i en societat. Tot i que no està estandarditzada, la seva situació és sostenible. Els maxis també parlen fon i francès i la llengua maxi és parlada com a segona llengua pels txumbulis.